# Bayt Jala
Bayt Jala (in arabo: , Bayt Jālā, derivante forse dall'aramaico tappeto d'erba) è una città palestinese, a circa 10 km a sud di Gerusalemme, sul lato occidentale della strada per Hebron, di fronte a Betlemme.
Bayt Jala ha circa 15 000 abitanti prevalentemente cristiani con una minoranza musulmana, molti degli abitanti cristiani della cittadina sono emigrati all'estero, specialmente in Sud America e America Centrale. In città si trovano sei chiese, di cui quella ortodossa della Vergine Maria è la più antica, e due moschee.
Bayt Jala, come Betlemme, è sede di strutture educative appartenenti a diverse confessioni, tra le quali una scuola russa ortodossa fondata nel 1870, il seminario del Patriarcato Latino trasferito a Bayt Jala nel 1936. La Chiesa Evangelica Luterana  di Giordania e Palestina gestisce la Scuola Talitha Kumi, che ha forti legami con la Chiesa Luterana Tedesca.
Bayt Jala ha un ospedale e tre istituti per disabili: la Bethlehem Arab Society, il Lifegate Rehabilitation, un progetto di riabilitazione tedesco-palestinese, e la Casa Jemima, un centro per bambini disabili fondato da olandesi.
Nel territorio municipale 14 km² di terreno sono coltivati a olive, vite e altre specie; il convento di Cremisan, è anche un'importante azienda vinicola.

Bayt Jala è famosa per l'artigianato in legno d'ulivo. Nella città esistono industrie tessili, del tabacco e farmaceutiche.

## Amministrazione

### Gemellaggi
Bayt Jala è gemellata con le seguenti città:
- Bari, dal 2023[3]

- Reggio Emilia, dal 2019[4]